# چارلز هملین
چارلز هملین (انگلیسی: Charles Hamelin؛ زادهٔ ۱۴ آوریل ۱۹۸۴) اسکیت‌باز سرعت اهل کانادا است.
از افتخارات وی میتوان به کسب ۳ مدال طلا در بازی‌های المپیک زمستانی اشاره کرد.